# Ungdomsverksamhet
Ungdomsverksamhet syftar framför allt på offentlig och ideell verksamhet speciellt inriktad mot skolungdom utanför skolan.
Exempel på ungdomsverksamhet är fritidsgårdar och föreningar där barn och ungdomar kan umgås med sina vänner, spela pingis, spela olika spel samt en massa andra aktiviteter och ha kul helt enkelt. En lokal för ungdomsverksamhet kallas ungdomslokal.